# 宗晉卿
宗晉卿（7世纪？—710年7月22日），唐朝官员，祖籍南阳，曾祖宗丕，梁亡入隋，居河东汾阴县，于是为蒲州人。
宗晉卿的祖父宗明，隋朝担任司隸刺史。父亲宗岌，为魏王李泰府記室、巴西主簿，参与编撰《括地志》，母亲是武则天從姊（武士逸第三女）。宗晉卿的哥哥宗秦客、宗楚客积极参与武则天以周代唐，宗晋卿主管羽林兵。
宗晋卿髭貌雄伟，声如洪钟。虽不学，但是性情倜傥。垂拱之后，武则天任用他，宫苑、闲厩、内外众作无不总。宗氏兄弟因为奸赃流放岭外。一年后，宗秦客死，宗楚客、宗晉卿还京。宗晉卿担任司农卿，开中岳，造明堂，铸九鼎，宗晉卿都有参与。万岁通天元年，铸铜为九州鼎，神都鼎高一丈八尺，受一千八百石。冀州鼎名武兴，雍州鼎名长安，兖州名日观，青州名少阳，徐州名东原，扬州名江都，荆州名江陵，梁州名成都。其八州鼎高一丈四尺，各受一千二百石。宗晋卿为九鼎使，用铜五十六万七百一十二斤。
宗晋卿兄弟又与武懿宗不协，因贪赃受贿达万余缗钱和住宅过度豪华，宗晉卿流放峰州。太平公主观看他们的住宅后，感叹说：“看到他们的住所，我们都白活了。”召回为将作大匠。薛懷義失宠，武则天密詔太平公主派健壮的婦女将他绑縛在殿中，命建昌王武攸寧、將作大匠宗晉卿率壯士擊殺。张易之、张昌宗兄弟得宠，宗晋卿与武承嗣、武三思、武懿宗、宗楚客，候其门庭，争执鞭辔，呼张易之为五郎，张昌宗为六郎。张易之兄弟贪赃被御史臺劾奏，武则天下詔让宗晉卿、李承嘉、桓彥範、袁恕己审理，司刑正賈敬言窥探武则天的圣意，准许张氏兄弟以钱贖罪。長安年间，宗晉卿家的牛，生有三角。
神龙革命后，唐中宗复位。宗晋卿和宗楚客、太府卿纪处讷、鸿胪卿甘元柬都是武三思的党羽。当時大臣初任官职，獻食于天子，名为「燒尾」，苏瓌拜仆射时，不獻燒尾。侍宴时，宗晉卿嘲讽他，唐中宗默然。苏瓌奏道：“臣闻宰相者，主调阴阳，代天理物。今粒食踊贵，百姓不足，臣见宿卫兵至有三日不得食者。臣愚不称职，所以不敢烧尾。”唐中宗与近臣学士宴饮聚会，让每个人都出节目助兴。工部尚书张锡跳《谈容娘》舞，将作大匠宗晋卿跳《浑脱》舞，左卫将军张洽跳《黄》舞，左金吾卫将军杜元谈念诵《婆罗门咒》，中书舍人卢藏用则模仿道士替人给天神上表祈求消灾除难。郭山恽唱《诗经》中的《鹿鸣》和《蟋蟀》，来讽刺他们。中宗喜爱安乐公主，宗晋卿便为她建造私宅，赵履温便为她整治园林。突骑施娑葛与阿史那忠节不和，互相侵扰，西陲不安。安西都护郭元振奏请将忠节到内地，宗晋卿与宗楚客、纪处讷各纳忠节贿赂，奏请发兵讨娑葛。娑葛大怒，举兵入寇。监察御史崔琬弹劾宗楚客、纪处讷有无君心，纳境外交，为国取怨；宗晋卿专徇赃私，骄恣跋扈。唐隆元年（710年），唐隆政变后，临淄王李隆基分遣万骑诛韦后之党，六月二十一日，宗晋卿同宗楚客一起被杀。